# ایست امانا (آیووا)
ایست امانا (به انگلیسی: East Amana) شهری در ایالت آیووا کشور ایالات متحده آمریکا است که جمعیت آن در سرشماری سال ۲۰۱۰ میلادی، ۵۶ نفر بوده‌است.